# Overboelare
Overboelare est une section de la ville belge de Grammont située en Région flamande dans la province de Flandre-Orientale et le pays de la Dendre. C'était une commune à part entière avant la fusion des communes de 1971.
Le village est traversé par la Dendre. L'altitude varie de 17 à 77 mètres.

## Toponymie
Bunlerettensis (1166), Bonlaret (1181), Bonlerellum (XIIe), Bonleret (1207), Bonlared (1208), Bonleireth (1212), de summo Bonler (1214), Overbonlar (1217), de Ultra Bonlare (1217)

## Démographie

### Évolution démographique
- Sources : INS, Rem.: 1831 jusqu'en 1961 = recensements[3].